# Alice Dunbar-Nelson
Alice Ruth Moore Dunbar Nelson, née le 19 juillet 1875 à La Nouvelle-Orléans (Louisiane, États-Unis) et morte le 18 septembre 1935 à Philadelphie, est une poétesse, féministe, journaliste et militante politique américaine. Elle fait partie de la première génération de personnes afro-américaines nées libres dans le sud des États-Unis après la guerre de Sécession, et a contribué à l'essor du mouvement artistique dit de la Renaissance de Harlem.

## Biographie
Alicia Dunbar Nelson est née en 1875 à La Nouvelle-Orléans, de parents appartenant à la classe moyenne. Sa mère, une ancienne esclave du nom de Patricia Wright, était couturière, et son père, Joseph Moore, était marin. Ils faisaient tous les deux partie de la communauté créole de la ville. À une époque où moins de 1 % de la population fréquentait l'université, elle sort diplômée de l'université Straight (aujourd'hui Université Dillard) en 1892 et commence à travailler comme institutrice dans les écoles publiques de La Nouvelle-Orléans,.
En 1895, son premier recueil de contes et de poèmes, Violets and Other Tales, est publié par The Monthly Review,. Alicia Moore se rend alors à Brooklyn (New York) et entame une correspondance avec le poète afro-américain Paul Laurence Dunbar. Elle se rapproche de lui en déménageant à Washington et ils se marient en 1898. Ils se séparent quelques années plus tard (en 1902) mais ne divorcent pas. Si certaines rumeurs placent les difficultés du mariage Dunbar sur le compte des relations lesbiennes extra-conjugales d'Alice Dunbar, cette dernière quitte leur foyer en raison de violences conjugales. À l'époque, Alice Dunbar-Nelson ne les porte pas à la connaissance du public, notamment pour protéger le travail de Paul Dunbar qui meurt quatre ans plus tard en 1906. 
En 1902 lorsqu'elle se sépare de Paul Dunban, elle déménage à Wilmington et entame une relation avec la principale de Howard High School principal, Edwina B. Kruse,. 
Alice Dunbar déménage à Wilmington (état de Delaware) et enseigne à la Howard High School of Technology (en) pendant plus d'une décennie. En 1910, elle se remarie avec Henry Arthur Callis (en), un médecin et professeur reconnu et fondateur de Alpha Phi Alpha qui enseigne à l'Université Howard, mais elle divorce de nouveau peu de temps après. 
En 1915, elle se sert de la réputation de Paul Dunbar, et de son statut de veuve, pour faire activement campagne auprès des hommes de sa communauté[Laquelle ?] pour que soit accordé le droit de vote aux femmes. Dans un club, une semaine avant le vote du 2 novembre, elle fait référence, tout en les taisant, aux violences conjugales vécues lors de son mariage : « I appeal to you not to slap wives, sisters and mothers in the face on November 2, but vote 'yes' to this question ». Ce double discours est nécessaire dans une société où la législation envers le droit des femmes n'existe pas, et où, si Alicia Dunbar l’énonçait, les journaux blancs s'empresseraient de raciser cette question, dévalorisant la communauté noire. 
En 1916, elle se remarie une nouvelle fois avec le poète et militant Robert J. Nelson. Elle restera avec lui jusqu'à la fin de sa vie. 
À partir de 1920, elle coédite le  Wilmington Advocate, un journal noir progressiste. Elle publie également The Dunbar Speaker and Entertainer, une anthologie littéraire pour le public afro-américain.
Dans les années 1920 et 1930, elle continue à s'investir dans le militantisme en faveur des droits des femmes et des afro-américains et dans le journalisme. Elle continue à écrire des contes et des poèmes, en parallèle de ses articles, essais et critiques qui paraissent dans des journaux, revues et publications académiques et donne également des conférences. 
Son journal est publié à titre posthume, en 1986, par l'universitaire et poète Gloria T. Hull, sous le titre de Give Us Each Day: The Diary of Alice Dunbar-Nelson. C'est le second journal d'une afro-américaine qui est alors publié aux États-Unis.
Elle est considérée comme une représentante précurseure du womanism.

## Œuvres

### Livres
- Violetas et autres contes (Violets and Other Tels), Boston: Monthly Review , 1895.
- L'avantage de San Roque et autres récits (The Goodness of St. Rocque and Other Stories), 1899

### Articles
- Wordsworth'S Usez of Milton's Description of Pandemonium, 1909, dans Modern Language Remarques.
- Masterpieces of Noir Eloquence, 1914.
- People of Couleur in Louisiane, 1917, Journal of Noir History
- Mine Eyes Have Seen, 1918, Œuvre en un acte, dans The Crisis
- Des poèmes ont été publiés dans Crisis, Ebony et Topaz, le journal de la National Association for the Advancement of Colored People (NAACP)
- Des poèmes ont été publiés dans Opportunity, le journal de la Urban League.
- Caroling Dusk - À collection of African-American poets, 1927, en comprenant I Sit and I Sew
- Snow in October et Sonnet, 1927
- The Colored United States, 1924, The Messenger, Revue littéraire et politique de New York
- From À Woman's Point of View (Unit Femme Dit), 1926, colonne pour le Pittsburgh Courier.
- As in à Looking Glass, 1926-1930, colonne pour le journal Washington Eagle
- Sous It Seems to Alice Dunbar-Nelson, 1930, colonne pour le Pittsburgh Courier

### Journal intime
- Give Us Each Day: The Diary of Alice Dunbar-Nelson. dir. Gloria T. Hull, New York: W W Norton & Co Inc, 1986.